# Katharina Knie
Katharina Knie é um filme mudo alemão de 1929, do gênero drama, dirigido por Karl Grune e estrelado por Eugen Klöpfer, Carmen Boni e Adele Sandrock. Foi baseado na peça homônima de 1928, pelo autor Carl Zuckmayer.